# Время Ворона
«Вре́мя Во́рона» — комикс-кроссовер, который выпускался издательством Bubble Comics с октября 2015 по март 2016 года. Состоит из пяти основных выпусков, а также пролога и эпилога. Объединяет такие серии, как «Майор Гром», «Бесобой», «Красная Фурия» и «Инок», и, кроме того, сюжетно связан с сериями «Экслибриум» и «Метеора». К кроссоверу также относится «Время Ворона: Предыстория», объединяющая все сюжетно значимые события из предыдущих выпусков, и тай-ины. Авторами сценария кроссовера выступили Роман Котков и Евгений Федотов. Обложку нарисовал художник Джим Ченг, известный работой над комиксами Marvel.
В комиксе рассказывается о возрождении древнего бога-ворона Кутха, который пытается подчинить себе человечество, вселившись в тело Сергея Разумовского, антагониста «Майора Грома». Ему противостоят Данила Бесобой, Андрей Радов (Инок), Ника Чайкина (Красная Фурия) и майор Игорь Гром. События кроссовера затронули всю комиксовую вселенную Bubble: в результате событий комикса у обычных людей стали проявляться сверхспособности, чего раньше в мире комиксов Bubble не было. После событий «Времени Ворона» сюжет комиксов о вышеуказанных героях ушёл в более мрачное и серьёзное русло.
Критики восприняли кроссовер в целом положительно. Несмотря на ряд недостатков, тщательная подготовка, высокое качество рисунка, динамика и хороший темп сюжета заслужили высокие оценки рецензентов. Отмечается, что это первое событие такого рода и масштаба в истории российской комикс-индустрии.

## Сюжет

### Время Ворона: Предыстория
Магистр, таинственный чернокнижник и антагонист серии «Инок», вынашивает новый план захвата могущественных артефактов — камней Силы. В центре его плана воскрешение Кутха, древнего кровожадного божества, когда-то покровительствовавшего народам Дальнего Востока, но сражённого Андреем Радовым, предком современного Инока, с помощью особого меча, инкрустированного магическими камнями. По легенде, чтобы божество не воскресло, части его доспехов были рассеяны по свету и спрятаны ительменскими шаманами. Именно с поиска частей брони древнего бога Магистр начинает реализовывать свой план.
Выясняется, что шлем доспехов Ворона подействовал на археолога Сергея Юрасова из арки «Голоса» «Майора Грома» так, что тот начал видеть зловещие пророчества и, чтобы помешать их исполнению, похищать детей, причастных к ним. Кольчугу Кутха когда-то добыла Ника Чайкина из серии «Красная Фурия» и передала коллекционеру Димитросу. Кроме доспехов, для ритуала воскрешения нужны жертвы — «белые вороны» — люди исключительных способностей, особенные, выдающиеся в своей сфере. В каждом из них есть частичка Ворона, светлая или тёмная. Таких людей последователи культа похищали, чтобы принести в жертву. В плен к одному из последователей Ника Чайкина попадала в сюжете «Башня ворона».
Также появляется Свартжель — дочь Кутха. Она — главный пророк Ворона на земле и сверхъестественное существо, способное обращать других в служителей культа и к тому же страшных монстров. С такими оборотнями и с самой Свартжель уже сталкивался Данила-Бесобой в сюжете «Стая». Дочь Кутха готовит армию к возвращению бога. Кроме армии, Ворону нужен аватар — тело достаточно сильной «белой вороны», чтобы Кутх мог в него вселиться. Выбор падает на Сергея Разумовского, знакомого читателю по аркам «Чумной доктор» и «Игра» комикса «Майор Гром». Кутх приходит к Сергею во сне, где сражается с одной из личностей Разумовского, Птицей, и обещает забрать Сергея себе. Видения Разумовского становятся сильнее по мере того, как его связь с Вороном крепнет. На момент начала действия кроссовера Сергей находится в итальянской тюрьме в ожидании суда после событий «Игры».

### Основной сюжет

Хронологический порядок выпусков, входящих в кроссовер

Магистр встречается с Августом ван дер Хольтом (Время Ворона: Пролог) и делает ему деловое предложение: помощь в реализации проекта по воскрешению бога-ворона взамен на оккультные знания. Он утверждает, что с помощью знаний Кутха Хольт сможет вырваться в лидеры на рынке вооружений, избавиться от бесплодия и излечить свою сестру Мико. После демонстрации магических способностей Магистра и недолгих переговоров Хольт соглашается. С помощью своих ресурсов он помогает добыть недостающие части брони ворона, собрать алтарь и подготовить базу в восточной Сибири — священной земле Ворона — для ритуала. Последнее недостающее звено — будущий аватар Кутха Сергей Разумовский. Хольт отправляет своих наёмников выкрасть его из-под стражи и доставить на базу.
В это время в Риме Игорь Гром, тяжело переживающий потерю близких, решается взять правосудие в свои руки и убить Разумовского, чтобы отомстить за гибель Юлии Пчёлкиной, своей девушки. Его плану мешают наёмники Хольта (Время Ворона, часть 1), в двух из которых он узнаёт членов банды «Дети святого Патрика». Они похищают Сергея и доставляют его на базу, где того облачают в доспехи Ворона и проводят ритуал воскрешения Кутха. Сергей погружается в видение, в котором соглашается отдать контроль над своим телом в обмен на освобождение от страданий. Бог-ворон возрождается и обращает практически всех, кто был на базе, включая Хольта, в послушных себе звероподобных существ. Совет Равновесия также обеспокоен происходящим, но, ошибочно полагая, что Магистр все ещё работает на них, решает обратиться к нему за советом. Тот предлагает искать Инока, так как именно его предок когда-то сразил Кутха. Только Инок может найти легендарный меч, которым это сделали тогда и можно сделать снова.
Чёрный Пёс доставляет Андрея Радова в Совет Равновесия (Время Ворона, часть 2), где ему объясняют, что он должен отправиться в прошлое и занять место своего предка в битве с Вороном, чтобы завладеть мечом. Андрей соглашается, поражает Кутха в прошлом и прячет меч так, чтобы его без труда можно было найти в нашем времени. О происходящем узнаёт агентство «МАК» и отправляет своих сотрудников в аномальную зону, а команду Красной Фурии к коллекционеру Димитросу, чтобы узнать, зачем тот собирал части брони Ворона. Димитрос, всё это время служивший культу, превращается в оборотня, и группа Чайкиной вынуждена сражаться с огромным полуволком-полувороном. У них получается уничтожить чудовище, и агенты узнают про базу в Монголии, служащую перевалочным пунктом в поставках Хольта.
Игорь Гром, уверенный в том, что Разумовский сбежал, проникает в римский офис Holt International, (Майор Гром, «Одержимость») где тоже узнаёт о базе в Монголии. Под видом одного из наёмников он проникает на самолёт, вылетающий на базу, и понимает, что на борту находятся клетки с заложниками. На монгольской базе Грома замечают, в ходе драки с наемниками он теряет сознание, в нём узнают «белую ворону» и запирают вместе с остальными жертвами. На базу врывается команда Чайкиной (Время Ворона, часть 3), они очищают её от оборотней, а Гром, придя в себя, освобождается из клетки сам и выпускает других заложников. Ника узнает Игоря, а майор, уже имевший дело с МАК ранее, предлагает свою помощь. Ника и Игорь натыкаются на Джессику, вывалившуюся из портала, и та объясняет, что именно так из Монголии в Сибирь переправлялись все грузы Хольта. Игорь, Ника и команда отправляются через портал в аномальную зону.
Здесь Гром впервые встречается с оборотнями (Майор Гром и Красная Фурия, «В сердце тьмы»), узнаёт от Фурии о нашествии древнего Бога-Ворона и о том, что Разумовский — лишь малая часть глобальных событий. Чтобы пробраться на базу, Гром представляется одним из наёмников, а остальная группа маскируется как «белые вороны», которых доставляют Кутху. На базе группа берет одного из оборотней в заложники, чтобы допросить, но Гром срывается и избивает существо. Его останавливает Фурия: она уже знает из досье Игоря, что тот недавно пережил потерю близких. Ника рассказывает ему, что тоже была в подобной ситуации, и призывает сопротивляться желанию отомстить. Их разговор прерывает очередное нападение оборотней, начинается погоня. Один из оборотней узнает майора, и тот понимает, что это может быть только Мёрдок Макалистер. Тот имеет с Громом давние счеты и вскоре нападает снова. Во время схватки Игорю представляется шанс его убить, но майор мешкает, и Мёрдок успевает уйти. Группа приближается к замку — цитадели Кутха.
Андрей Радов отправляется за клинком в нашем времени, но как только он оказывается в его руках, на него нападают оборотни, посланные Магистром (Время Ворона, часть 3). На помощь Иноку приходит Бесобой, и вместе они справляются с чудовищами. Андрей и Данила отправляются в «мёртвую зону», Радов с клинком пробивается прямо в башню, чтобы сразиться с Вороном, а Бесобой прикрывает его и сдерживает натиск оборотней снаружи. Схватка Инока и Кутха заканчивается неожиданно: Андрей поражает его мечом, но это не изгоняет Ворона из мира людей, как сотни лет назад. Кутх лишь усмехается и ломает клинок пополам, объясняя, что в этот раз он подготовился лучше: его аватар сильнее, он на своей священной земле, он убил всё светлое, что в нём было. Кутх избивает Радова, в то время как Магистр забирает из сломанного клинка Инока камни силы, ради которых все и затевалось.
Агенты МАК и Игорь Гром попадают в башню (Время Ворона, часть 4) и нападают на Кутха и Свартжель, но все, кроме Ники, оказываются заражены перьями Бога-Ворона. Обращённые агенты вместе со дочерью Кутха проникают сквозь портал на базу МАК. Чудовища раздирают большую часть агентов и ранят агента Дельту, но тот, чтобы не умереть напрасно, разрывает рядом с собой гранату, чем сильно калечит Свартжель. Джесси и Артуру удаётся уйти. Обращённому в солдата Кутха Игорю приказывают сторожить тело Инока. Когда прикованный к алтарю монах приходит в себя, он просит Игоря сопротивляться контролю Ворона. У Игоря начитает болеть голова, в это время Чайкина освобождает Андрея, и они замечают свет, бьющий из глаз корчащегося от боли Игоря. В это время Грому снится сон, где Юля Пчёлкина жива. Когда майор осознаёт, что происходящее нереально, она резко меняется в настроении, даёт майору осколок стекла и призывает убить Разумовского, оказавшегося прямо перед Игорем. Гром отказывается, заявив, что прощает убийцу, после чего иллюзия Юли исчезает (Майор Гром, «Идеальный день»).
В это время Шмыг, спустившийся в Ад, ищет тех, кто может помочь Даниле в схватке с армией Ворона (Бесобой, «Дьявол в деталях»). В аду Шмыг находит Антихриста, захватившего Цитадель, и армии Аваддона и Ярха, воюющие с его свитой. Шмыг договаривается с Антихристом, уже готовым сбежать с поля битвы, и делает предводителям легионов Ада предложение, от которого те не могут отказаться. Так как ни одному из них не выгодно занимать трон, он предлагает посадить на него марионетку — Бесобоя — и с его помощью удовлетворить свои амбиции. Но для этого войска Преисподней должны помочь Даниле в схватке с Кутхом, на что они и соглашаются.
Бесобой сражается с нескончаемым потоком оборотней, когда один из воронов Кутха сообщает ему (Время Ворона, часть 5), что Монах повержен. Данила, которого уже почти захлестнуло море чудовищ, давит птицу и позволяет Сатане завладеть своим телом. В это время из портала появляется Шмыг с армией демонов во главе с Аваддоном и Ярхом, которые провозглашают, что, хоть они более не служат Сатане, но сразятся плечом к плечу в последний раз. Начинается грандиозная битва сил Ада против оборотней Ворона. В видении Игорь видит Юлю, которая поздравляет его с тем, что он справился со своей жаждой мести, и уверяет, что теперь все будет хорошо. Игорь перерождается в светлого Кутха. Оказывается, что до того, как стать кровожадным богом хаоса, Кутх был добрым божеством, защищавшим людей, но ради этого ему приходилось поглощать чудовищ, которые меняли его изнутри, и светлая сущность Ворона постепенно исчезла. Светлый Кутх возвращает Хольту и Мёрдоку человеческое обличие и сражается со своей тёмной сущностью. Андрей отдает Нике один из камней силы, чтобы она освободила заложников, и отправляется на помощь Бесобою. Ника успевает спасти заложников, но на неё нападает Магистр и забирает камень силы. Это замечает Андрей, он спешит на помощь девушке, но Магистр одолевает и его, вырывая из его тела таблетку, обеспечивавшую его регенерацию. Магистр ломает крест Инока, забирает камни силы, инкрустированные в него и оставляет монаха умирать. В это время Август Хольт выпускает в Кутха атомные боеголовки, усиленные Магистром с помощью одного из камней силы. Сатана разрывает и сжигает Свартжель, а две ипостаси Кутха сливаются и в единое целое и покидают тела Разумовского и Грома, забирая с собой перья, обратившие людей в чудовищ, и излечивая Инока. В этот момент в Ворона попадают боеголовки Хольта, и он рассыпается на тысячи светлых и темных перьев, которые разлетаются по всему свету и, попадая в случайных людей, дают им сверхъестественные способности.
Сатана вместе с демонами возвращается в Ад, Инока забирает Совет Равновесия, а Хольт обвиняет в произошедшем «Детей святого Патрика» и Сергея Разумовского. Игорь приходит в себя и сперва хочет застрелить очнувшегося Разумовского, но сдерживает себя и вместо этого отдаёт под арест, однако в вертолёте Сергея снова похищают. В Совет Равновесия врывается Магистр с камнями силы. Они не действуют на магов, пока они едины, но внезапно один из них разрывает связь и предает остальных. Этим магом оказывается ангел Семиазас, он и Магистр разрушают Совет. «Наступает новое время. Мир магии возвращается», — заявляет Магистр.
Сюжета кроссовера также касаются некоторые номера линеек «Экслибриум» и «Метеора», но они меньше связаны с основным сюжетом.

### Эпилог
В разговоре с Магистром Семиазас объясняет, что когда-то сам создал первый Совет, но со временем маги возомнили себя равными богам, и тот утратил свою ценность. Ангел отдает Магистру свои чётки, оставляя того с камнями силы, ради которых был задуман весь план воскрешения Кутха, и новой огромной властью. Августа ван дер Хольта похищает неизвестная организация и предлагает тому создать «новую инквизицию», которая будет уничтожать людей с магическими способностями. Игорь узнаёт, что Разумовский снова сбежал, но не спешит его преследовать, а вместо этого решает наладить свою жизнь. Разумовский приходит в себя в помещении, похожем на тюрьму, видит своего лучшего друга Олега Волкова в дверях камеры, но они быстро захлопываются. Команда Красной Фурии узнаёт о смерти агента Дельты, а вскоре и о том, что агентство «МАК» распущено. Хольт, сваливший всю вину за произошедшее на Мёрдока, пытается освободить Джесси, попавшую в руки спец. служб и снова взять её работать на себя, но девушка сбегает и от МИ-6, и от Августа. Антихрист находит полумёртвую Свартжель, а Бесобой дает Сатане поговорить с Аваддоном и Ярхом, после чего вновь берёт свое тело под контроль и возвращается на землю. Инок узнает, что Сюта на самом деле Василиса Премудрая, та показывает ему янтарную комнату, в которой она узнает прошлое и будущее, и уговаривает Андрея пойти с ней, уверяя, что о Ксюше она позаботится. Метеора сидит в одном из космических баров и сожалеет о том, что так и не смогла попасть на Землю. Библиотеке Ангелины Петровны возвращают статус «Настоящей», а Магистр выторговывает камень из «Молота ведьм» в обмен на свой нейтралитет по отношению к книгочеям в предстоящих столкновениях.

## Создание
Bubble Comics, пользуясь опытом американских издательств комиксов Marvel и DC, объединила свои серии комиксов в одной вымышленной вселенной, в которой персонажи и события разных серий влияют друг на друга. Перед тем, как начать строительство масштабной вселенной, Bubble развила каждую линейку комиксов по отдельности, чтобы создать у читателя чёткое представление о каждом из героев своих комиксов, и только затем начала выпускать сюжетные арки-кроссоверы, где сюжеты линеек пересекаются, а их герои напрямую взаимодействуют между собой.
Сюжет кроссовера разрабатывался больше двух лет. Задолго до его официального анонса в отдельных сюжетах линеек появлялись намёки на предстоящие события. Изначально кроссовер должен был называться «Чёрный Ворон», но название решили сменить. Дизайнер студии Денис Попов отмечал, что в логотипе серии ему хотелось совместить этнические элементы с современными, и он специально искал орнаменты северных народов России, в то время как Артёму Габрелянову хотелось видеть что-то готическое, а Роман Котков настаивал на крыльях ворона. Было разработано огромное множество вариантов логотипа, часть из которых представлена в дополнительных материалах к комиксу в издании в твёрдой обложке.
Главным для создателей было в рамках кроссовера сохранить индивидуальность персонажей и удивить читателя самыми неожиданными и интересными встречами героев разных серий. Кроссовер планировался как сбалансированное относительно каждой из шести индивидуальных серий произведение, в котором ни одна арка не доминирует над другими, и каждый персонаж имеет свою уникальную и важную роль в истории. Роман Котков отмечал, что сценаристы перенесли в кроссовер лучшие и самые любимые читателями элементы из каждой серии. С самого начала планировалось параллельно с кроссовером выпускать основные серии, в номерах которых события «Времени Ворона» раскрываются подробнее и глубже с точки зрения каждого персонажа отдельно — тай-ины. Главный редактор также рассказывал, что создание глобального кроссовера — это «настоящее испытание», так как нужно было уделить внимание и выделить «экранное время» большому количеству персонажей, однако, по мнению Романа, издательство справилось с задачей. Кроссовер можно назвать знаковым событием в истории как вселенной Bubble, так и российских комиксов вообще.

### Образы персонажей
Кутх впервые появляется в 14 номере серии «Инок» в сюжете «Чёрный ворон» в контексте рассказа о древней легенде. Сам по себе Кутх создан на основе одноимённого персонажа из мифологии народов Севера России, но при этом авторы опирались не столько на мифологию, сколько на собственное видение архетипа бога-трикстера. Со своего первого появления Кутх задумывался как могущественный антагонист, грандиозная сила, способная обращать в бегство одним своим видом, в противовес Магистру, всегда действующему исподтишка. При разработке брони Ворона перед художником Артёмом Бизяевым стояла задача сделать костюм на основе русского доспеха, при этом соблюдая баланс между узнаваемостью и эффективностью. Основой для доспеха стали заостренные элементы, создающие схожесть персонажа с вороном. Клюв обозначил заостренный к носу шлем, чешуйчатые поножи и наручи стали условными когтями, а топорщащиеся лоскуты порванного плаща — взъерошенными перьями. Кутх из «Времени Ворона» в своем новом воплощении от Натальи Заидовой отличается новым уникальным дизайном шлема и адаптацией под своего нового аватара — Сергея Разумовского. Это его «чёрная версия» с узнаваемыми чертами лица и волосами, появляющимися из-под шлема на последних страницах комикса. Новые доспехи Ворона изначально должны были состоять из частей, которые герои находят в разных частях мира в предыдущих номерах комиксов, но впоследствии были разработаны исходя из того, что это новое его воплощение обладает большей силой. Более мощным стал и доспех, теперь похожий на полноценную тяжёлую броню. Для создания алтаря Кутха создатели обратились к художественным образам народов восточной Сибири. Важно было показать, что это не просто алтарь, но и древний артефакт, и сделать его максимально аутентичным. Светлый Кутх, как и его тёмная сторона, задумывался как часть истории с самого начала. Роман Котков замечает, что намёки на его существование можно было заметить и до его появления на страницах кроссовера. Сценарная сложность, связанная с этим персонажем, заключалась в том, что авторам предстояло заставить читателя полюбить персонажа за очень короткое время, которое он живёт на страницах истории, поэтому образ персонажа намеренно очень мягкий и светлый, не внушающий опасности, а его речь спокойная и ровная. В финальные концепты светлого Кутха также добавили характерные брови в форме молний Игоря Грома, чтобы подчеркнуть связь божества и его аватара.
Человеческий образ Свартжель сильно контрастирует с чудовищем, в которое она превращается, что, по задумке авторов, добавляет персонажу объёма и делает его ещё более пугающим. Создание её образа во многом опиралось на тот факт, что она, в отличие от солдат Ворона, чьё подчинение подобно зомбированию, искренняя и любящая последовательница Кутха. Как отмечает Наталья Заидова, это делает её одновременно более живой и более безумной. Особенно интересно ей было передавать, как она, безжалостный лидер-убийца, меняется в присутствии своего отца и ведёт себя, как послушная дочка заботливого родителя. Ангел Семиаза во «Времени Ворона» также впервые предстает в своей истинной ангельской форме. Так как этот персонаж представляет собой нейтральную силу и олицетворяет собой магию, его было решено изобразить, с одной стороны, излучающим свет крупным и могущественным, с другой стороны, неземным и пугающим существом. Из-за этого его образ несколько угловатый и диспропорциональный, вытянутый вверх и острый. В создании образа оборотней-упырей, прислуживающих Кутху, издательство во многом исходило из того, чтобы они не выглядели как обычные оборотни-волки, поэтому было решено, что они, хоть и произошли от оборотней Стаи, изменены Кутхом: их шкура покрыта черными перьями, лапы больше походят на птичьи, хвост напоминает перо, а челюсть раздваивается. Кроме обычных упырей, был разработан дизайн более сильных существ, которыми по сюжету являются Димитрос и Свартжель.

### Издание
Издательство анонсировало «Время Ворона» на петербургском «Старконе» в июне 2015 года. С августа того же года на ежемесячных выпусках, имеющих непосредственное отношение к кроссоверу, стала появляться специальная плашка «Грядёт время Ворона». Чтобы подготовить читателя к кроссоверу, была выпущена отдельная книга «Время Ворона. Предыстория». В ней были собраны все разрозненные фрагменты историй из предыдущих выпусков, важные для понимания дальнейших событий, и была добавлена совершенно новая глава, которая подводит читателя к событиям «Пролога». В преддверии такого масштабного события даже появился первый кинотизер истории. Он стал первой работой киноподразделения Bubble, и его можно увидеть на YouTube-канале издательства. Режиссёром тизера стал Владимир Беседин, ранее известный по сатирической веб-программе «Шоу Гаффи Гафа» на YouTube, на тот момент глава Bubble Studios — киноподразделения издательства, — и будущий режиссёр короткометражного фильма «Майор Гром». Тизер был впервые продемонстрирован на закрытом показе на Comic-Con Russia в 2015 году.
Презентация книги «Время Ворона» в твердой обложке впервые прошла на Comic-Con Russia 2016. На момент издания это был самый объёмный том Bubble среди всех линеек. Вместе с обычной твёрдой обложкой в продажу поступила ограниченная партия с эксклюзивной «злодейской» обложкой за авторством Джима Ченга и автографами всех создателей комикса внутри. Выпуск отличился также огромным количеством дополнительных материалов. Вместе с «Временем Ворона» в твёрдой обложке на фестивале презентовали тай-ины из серий «Инок», «Бесобой» и «Майор Гром и Красная Фурия», а Джим Ченг стал специальным гостем аллеи авторов Comic Con Russia 2017.

## Отзывы
Кроссовер получил преимущественно положительные отзывы критиков. Многие посчитали, что произведение будет интересно всем, кому понравилась хотя бы одна линейка комиксов Bubble. Критики отметили удобный формат «Предыстории», где в одном издании собраны все важные для понимания сюжета моменты из сольных линеек всех героев, задействованных во «Времени Ворона». Хвалили также динамичный сюжет, большое количество захватывающего экшена, эпичность, проработанных и мотивированных антагонистов и визуальную составляющую. К минусам кроссовера относят некоторую скомканность финального сражения, а также то, что за историей сложно следить, когда она развивается не только в самом кроссовере, но и в параллельно идущих сольных линейках Bubble.
Александр Талашин, обозреватель сайта «Котонавты», выделяет как большой плюс создание «Предыстории», которая помогает читателю, знакомому не со всеми индивидуальными линейками, сориентироваться в происходящем, понять мотивацию персонажей и обстоятельства, в которых находится каждый из действующих лиц. Он также отмечает разную степень включённости и проработанности тай-инов, например, в «Экслибриуме» и «Метеоре», по его мнению, они особенно органично вплетаются в сюжет основной серии, но несколько натянуто привязаны к сюжету кроссовера. Отдельного комплимента удостаиваются рисунок Натальи Заидовой и работу с цветом Марии Васильевой и других колористов серии, которых автор считает одними из лучших на российской площадке. Кроме того, его порадовала убедительность команды злодеев, их харизма и проработанность мотивации. Из минусов рецензент отмечает, что кроссовер периодически проседает в 3 номере, а также что истории не помешал бы хотя бы ещё один выпуск, чтобы в полной мере раскрыть противостояние двух армий и двух ипостасей Кутха.
В статье на сайте Geekfan также отмечается плотность сюжета и умелое вплетение в общую канву событий «Экслибриума» и «Метеоры», которые, хоть и не связаны с основным конфликтом непосредственно, органично становятся частью кроссовера. Высоко оценивается экшен и темп комикса, особенно во второй половине, и в целом комикс оценивается как стоящий того, чтобы его прочесть. Автор, однако, отмечает, что способ подачи вызывает некоторые неудобства для читателей, знакомых не со всеми сольными линейками героев, так как, если читать все тай-ины, может возникнуть множество вопросов относительно второстепенных персонажей, а если их не читать, можно упустить значительную часть истории. Сам Кутх, по мнению рецензента, несколько шаблонен в своем стремлении захватить мир без какой-либо дополнительной мотивации. Под сомнение ставится также влияние событий «Времени Ворона» на дальнейшее развитие вселенной. Автор высказывает мнение о том, что в историях героев после столкновения с древним божеством не случилось того кардинального изменения баланса сил, которое обещают последние страницы «Времени Ворона».
Обозреватель «Канобу» Денис Варков замечает, что первые намёки на существование бога-ворона появились во вселенной Bubble задолго до кроссовера, что выдает длительную и тщательную подготовку издательства к этому событию. Интересным кроссовер делают новый взгляд на противостояние Грома и Разумовского, образ Сатаны, защищающего Землю, и многие другие ситуации, в которых герои вселенной попадают в ранее невиданные ситуации. Как отмечает рецензент журнала Darker, комикс обладает оригинальными достоинствами и раскрывает многие тайны вселенной Bubble, а её мироустройство «одновременно похоже на всё подряд и непохоже ни на какое другое».
События кроссовера сказались на всех его героях и задали новый, более мрачный и реалистичный тон повествования во вселенной: Игорь Гром стал менее идеальным, более драматичным и надломленным персонажем, в Аду начались свои интриги, Красная Фурия лишилась друга и места работы. Disgusting Men отмечает, что после «Времени Ворона» комиксы Bubble (за исключением «Экслибриума» и «Метеоры») стали куда серьёзнее, и это пошло им на пользу. Кроме того, сайт одобрительно отозвался о том, как кроссовер закрывает сюжетные дыры серий комиксов Bubble. Арсений Крымов, бывший редактор журнала «Мир фантастики», назвал кроссовер своего рода «мягким перезапуском» для большинства серий вселенной: он так или иначе повлиял на всех персонажей, дал им новые цели, мотивы, а иногда и новые способности, и избавил от лишних и устаревших деталей.

## Экранизация
19 сентября 2024 года на презентации стримингового сервиса «Кинопоиск» Bubble Studios и «Плюс Студия» объявили о создании экранизации «Времени Ворона», которая должна объединить сюжет фильмов «Майор Гром» и «Бесобой», а также сериалов «Фурия» и «Мироходцы». Фильм «Время Ворона», чья премьера назначена на 2029 год, станет завершением первой фазы киновселенной Bubble.

### Коллекционные издания
- Роман Котков. Время Ворона: Предыстория / под ред. Евгения Еронина, Романа Коткова. — Bubble Comics, 2015. — 150 с. — ISBN 978-5-9907068-8-0.
- Роман Котков, Евгений Еронин. Время Ворона / под ред. Евгения Еронина, Артема Габрелянова. — Bubble Comics, 2015. — ISBN 978-5-9500622-3-0.
- Роман Котков, Евгений Еронин. Время Ворона / под ред. Евгения Еронина, Артема Габрелянова. — Bubble Comics, 2016. — ISBN 978-5-9908270-6-6.
- Габрелянов А. Майор Гром и Красная Фурия. В сердце тьмы. / под ред. Евгения Еронина, Романа Коткова. — Bubble Comics, 2015. — 250 с. — ISBN 978-5-9908270-8-0.
- Алекс Хатчетт. Бесобой. Жертвы обстоятельств. Том 7 / под ред. Евгения Еронина, Романа Коткова. — Bubble Comics, 2016. — 244 с. — ISBN 978-5-9908270-7-3.
- Роман Котков, Наталия Девова, Артем Габрелянов, Алекс Хатчетт, Евгений Федотов, Игорь Худаев. Время Ворона. Эпилог / под ред. Евгения Еронина, Романа Коткова. — Bubble Comics, 2016. — 128 с. — ISBN 978-5-9907605-3-0.
- Наталия Девова, Роман Котков. Экслибриум. Том 3. Меж трех огней. — Bubble Comics, 2016. — 266 с. — ISBN 978-5-9908270-5-9.
- Игорь Худаев. Метеора. Окончательное решение. Том 3. — Bubble Comics, 2016. — 174 с. — ISBN 978-5-9908270-3-5.